# Lorraine-Dietrich 60 CV
Lorraine-Dietrich 60 CV ist die Bezeichnung für mehrere Fahrzeugmodelle von Lorraine-Dietrich in Frankreich. CV ist ein Hinweis auf Cheval fiscal, die damalige steuerliche Einstufung in Frankreich.

## Die Modelle im Einzelnen
- Lorraine-Dietrich Type CGER, ein Pkw-Modell von 1909 bis 1910
- Lorraine-Dietrich Type DR, ein Pkw-Modell von 1906
- Lorraine-Dietrich Type ER, ein Pkw-Modell von 1907
- Lorraine-Dietrich Type GP, ein Rennwagen von 1912